# 473-as busz
A 473-as jelzésű autóbusz Gödöllő egyik helyi járata, az Autóbusz-állomás és a Királytelep között közlekedik. A vonalat a MÁV Személyszállítási Zrt. üzemelteti. 2017. október 15-étől a korábbi 4 és 4A viszonylatok helyett közlekedik.

## Megállóhelyei
| 0  | Királytelep autóbusz-forduló végállomás | |
| 2  | Iskola utca                             | 470, 471, 472, 474, 476 |
| 3  | Szarvas utca                            | 470, 471, 472, 474, 476 |
| 4  | Dobó Katica utca                        | 470, 471, 472, 474, 476 |
| 5  | Hegedűs Gyula utca                      | 470, 471, 472, 474, 476 |
| 7  | Arany János utca autóbusz-forduló       | 471 |
| 8  | Hegedűs Gyula utca                      | 470, 471, 472, 474, 476 |
| 9  | Bem József utca                         | 471, 476 |
| 10 | Présház                                 | 471, 476 |
| 11 | Mátyás király utca 25.                  | 471, 475, 476 |
| 12 | Szőlő utca 47.                          | 472, 474, 475, 476 |
| 14 | Szilhát utca 3.                         | 472, 474, 475, 476 |
| 17 | Szökőkút                                | 317, 324, 402, 412, 422, 432, 442, 446, 447, 448, 450, 451, 452, 453, 454, 455, 464, 466, 470, 471, 472, 474, 475, 476, 477, 478, 479 1052, 1076                                                                                               |
| 19 | Autóbusz-állomás                        | 317, 324, 402, 404, 405, 406, 407, 410, 412, 422, 426, 430, 432, 440, 441, 442, 444, 446, 447, 448, 450, 451, 452, 454, 455, 461, 463, 464, 465, 466, 468, 469, 470, 471, 472, 474, 475, 476, 477, 478, 479 1040, 1049, 1052, 1076, 1077, 1078 |
| 21 | Palotakert                              | 440, 441, 442, 444, 470, 472 |
| 22 | Vasútállomás végállomás                 | 440, 441, 442, 444, 446, 447, 448, 465, 466, 470, 472 1076, 1077, 1078 S80 G80 InterRégió, expresszvonat |